# مي البلوشي
مي البلوشي (14 سبتمبر 1970 -)، ممثلة كويتية.

## عن حياتها
كانت بدايتها الفنية عام 2001 من خلال ظهورها في الأدوار الصغيرة في المسلسلات والأعمال المسرحية، هي شقيقة المغنية والممثلة مرام والممثلة هند، كما إنه ابنتيها سعاد وشيماء دخلا للمجال الفني.

## أعمالها

### من المسلسلات
| سنه الإنتاج | اسم المسلسل                    | بمشاركة                                                                                              |
| ----------- | ------------------------------ | --- |
| 2001        | دموع شارع                      | |
| 2003        | الحريم                         | حياة الفهد، عبير أحمد، عبير الجندي، شيماء علي، إلهام الفضالة                                         |
| 2003        | قرقيعان - برنامج               | داوود حسين، حسن البلام                                                                               |
| 2003        | زحف العقارب                    | عبد العزيز جاسم، جمال الردهان، زهرة الخرجي، محمد العجيمي، ليلى السلمان                               |
| 2004        | قرقيعان 2 - برنامج             | داوود حسين، حسن البلام، عبد الناصر درويش                                                             |
| 2004        | مال وأحلام                     | غانم الصالح، إبراهيم الحربي، خالد أمين، شيماء سبت، سعاد علي، ليلى السلمان، لطيفة المجرن              |
| 2005        | نقطة تحول                      | إبراهيم الحربي، باسمة حمادة، عبير الجندي، إبراهيم الزدجالي، أحمد السلمان                             |
| 2005        | زينة الحياة                    | جاسم النبهان، جمال الردهان، محمد العجيمي، ليلى السلمان، هند البلوشي                                  |
| 2005        | بقايا ليل                      | حياة الفهد، عبد الإمام عبد الله، خالد أمين، عبير أحمد                                                |
| 2005        | قرقيعان 3 - برنامج             | داوود حسين، حسن البلام                                                                               |
| 2005        | البوية                         | محمد المنيع، محمد العجيمي، بدرية أحمد، علي سلطان                                                     |
| 2006        | شبابيك - برنامج                | حسن البلام، عبد الناصر درويش                                                                         |
| 2007        | تاكسي تحت الطلب                | أحمد السلمان، غانم الصالح، أحمد الصالح، محمد جابر، هيا الشعيبي، الهام الفضالة، سلمى سالم             |
| 2007        | في البيوت أسرار                | جاسم النبهان، غازي حسين، بدرية أحمد، أميرة محمد                                                      |
| 2007        | هذا ولدنا                      | طارق العلي، جمال الردهان، هيا الشعيبي، محمد الصيرفي                                                  |
| 2009        | طول بالك - وسع صدرك 2 - برنامج | طارق العلي، هيا الشعيبي                                                                              |
| 2009        | شربكة                          | شهاب حاجيه                                                                                           |
| 2009        | عيني عينك 2 - برنامج           | شهاب حاجيه، خالد العجيرب، منى شداد، يعقوب عبد الله                                                   |
| 2010        | نور في سماء صافية              | سعاد عبد الله، عبد الإمام عبد الله، أحمد إيراج، فاطمة الصفي، ملاك                                    |
| 2010        | أنين                           | صلاح الملا، محمود بوشهري، شيماء علي، يعقوب عبد الله، أميرة محمد، لطيفة المجرن                        |
| 2010        | البيت المسكون                  | خالد العبيد، عبد الرحمن العقل، عبد العزيز المسلم، انتصار الشراح، زهرة عرفات، هبة الدري               |
| 2010        | عيني عينك 3 - برنامج           | شهاب حاجيه، خالد العجيرب، منى شداد، يعقوب عبد الله                                                   |
| 2011        | كل يوم سالفة                   | عبد الرحمن العقل، مشاري البلام، هيا الشعيبي، محمد الحملي،خالد العجيرب                                |
| 2011        | 2 في الاسعاف                   | أحمد السلمان، أحمد العونان، ناصر محمد، هبة الدري، شوق                                                |
| 2011        | عيني عينك 4 - برنامج           | شهاب حاجيه، خالد العجيرب، منى شداد، أحمد العونان                                                     |
| 2012        | غريب الدار                     | سعاد عبد الله، إبراهيم الحربي، سليمان الياسين، عبير الجندي، يعقوب عبد الله، شيماء علي، ليلى عبد الله |
| 2012        | حلفت عمري                      | هدى حسين، مريم الصالح، غازي حسين، عبد الله عبد العزيز (ممثل)، منى شداد، ملاك                         |
| 2012        | عيني عينك 5 - برنامج           | شهاب حاجيه، منى شداد، أحمد الفرج، أحمد العونان                                                       |
| 2012        | لو باقي ليلة                   | عبد العزيز جاسم، صلاح الملا، شيماء علي، بثينة الرئيسي، حمد العماني، صمود، فوز الشطي، أسيل عمران      |
| 2013        | سوق الحريم                     | هيا الشعيبي، سعاد علي، إلهام الفضالة، فخرية خميس، شهاب حاجية، خالد العجيرب                           |
| 2014        | للحب كلمة                      | جاسم النبهان، أسمهان توفيق، زهرة الخرجي، أمل عباس، فؤاد علي،هيا عبد السلام                           |
| 2014        | بسمة منال                      | جاسم النبهان، عبد الله الطليحي، هدى حسين، علي كاكولي، هند البلوشي، عبد الإمام عبد الله               |
| 2014        | سقف واحد                       | عبير الخضر، شوق، سلمى سالم،                                                                          |
| 2014        | العافور                        | عبد الحسين عبد الرضا، ميس كمر، حسن البلام،                                                           |
| 2015        | لك يوم                         | هدى حسين، هيا الشعيبي، عبد المحسن القفاص،                                                            |
| 2016        | المسا فات                      | محمد العجيمي، محمد المسلم، عبدالله السيف،                                                            |
| 2016        | المحتالة                       | هدى حسين، مرام البلوشي، هيا الشعيبي،                                                                 |
| 2016        | شد بلد                         | يوسف الجراح، أسعد الزهراني، سعاد علي،                                                                |
| 2017        | اليوم الأسود                   | حسن البلام، إلهام الفضالة، شجون،                                                                     |
| 2017        | كان في كل زمان                 | سعاد عبد الله، مرام البلوشي، شجون،                                                                   |
| 2017        | آخر المطاف                     | عبد المحسن النمر، صلاح الملا، مشاري البلام،                                                          |
| 2018        | سامحني خطيت                    | جاسم النبهان، شجون الهاجري، سلمى سالم، عبد الله بوشهري، ريم ارحمة، عبدالله الزيد                     |
| 2021        | كف ودفوف                       | مواهب                                                                                                |
| 2021        | سرك الخافي                     | |

### المسرحيات
| سنه الإنتاج | المسرحية                         | بمشاركة                                                                               |
| ----------- | -------------------------------- | ------------------------------------------------------------------------------------- |
| 2003 - 2004 | صرخة الرعب                       | عبد العزيز المسلم، عبد الإمام عبد الله، انتصار الشراح                                 |
| 2004        | ما باقي الا الزولية              | علي سلطان، جبر الفياض، خالد عبد الكريم                                                |
| 2005        | عالم الإي تي                     | عبد الحميد الرفاعي، عبد القادر الهدهود                                                |
| 2006        | زوج سعادة الوزيرة                | عبد الرحمن العقل ، انتصار الشراح، محمد العجيمي                                        |
| 2007        | حاميها حراميها                   | طارق العلي، هيا الشعيبي، خالد البريكي                                                 |
| 2008        | خاربه خاربه                      | طارق العلي، عبد الرحمن العقل، هيا الشعيبي، شهاب حاجيه                                 |
| 2009        | شارع الحب                        | داود حسين، أحمد السلمان، حسين المهدي                                                  |
| 2010        | بيت أبونا                        | علي جمعة، سمير القلاف، زهرة عرفات، رونق                                               |
| 2010        | برلماني حكومي - مسرحية تلفزيونية | غانم الصالح، عبد الله الرميان                                                         |
| 2011        | فارس الغابة                      | نواف القريشي، عبد الله فريد، عبد الله الزيد                                           |
| 2012        | مثلث برمودا                      | عبد العزيز المسلم، انتصار الشراح، جمال الردهان                                        |
| 2013        | عايلة فن رن                      | عبد الرحمن العقل، إنتصار الشراح، عبد العزيز المسلم، باسمة حمادة، سعاد علي، جمال الشطي |
| 2013        | الطار مقلوب                      | أحمد الفرج، فيصل بوغازي، نورة العميري، محمد صفر، يوسف البلوشي                         |
| 2014        | قصة بنية                         | هند البلوشي                                                                           |
| 2014        | مدينة المرجان                    | هند البلوشي، أحمد حسين، شوق هادي، مشاري المجيبل، سعاد                                 |
| 2015        | الطمبور                          | سعد الفرج، بشير غنيم، سمير القلاف، خالد البريكي، ملاك، عبير أحمد، عبد الله بهمن       |

### تقديم برامج
قامت بعام 2010 بتقديم برنامج حمل اسم «فواح» وهو عبارة عن ديوانية نسائية تخاطب الفئات العمرية من 25 عاماً وما فوق ويتناول مواضيع وقضايا مختلفة تطرح للنقاش مع آراء المشاهدين وذلك على قناة العدالة, وفي يونيو 2013 انضمام إلى فريق برنامج القمندة الذي يقدم من الأحد إلى الخميس عبر أثير محطة الغناء العربي عند التاسعة مساء،في نفس السنة 2013 قامت بتقديم برنامج كاش مو بلاش مع مي وسعودة وهو عبارة عن برامج المسابقات في شهر رمضان والذي عرض على قناة الشاهد وشاركته بتقديمه ابنتها سعاد أولى تجربة لها.

### تمثيل صوتي
منذ عام 2007 وهي تقوم بالأداء الصوتي لشخصية «أم نبيل» في المسلسل الكارتوني بوقتادة وبونبيل.

## روابط خارجية
- مي البلوشي على موقع قاعدة بيانات الأفلام العربية